# Tiếng Latinh
Tiếng Latinh hay Latin (tiếng Latinh: lingua latīna, IPA: [ˈlɪŋɡʷa laˈtiːna]) là ngôn ngữ thuộc nhóm ngôn ngữ gốc Ý của ngữ hệ Ấn-Âu, ban đầu được dùng ở khu vực quanh thành phố Roma (còn gọi là thành La Mã) thuộc vùng Latium lịch sử (ngày nay là vùng Lazio của Ý). Thông qua sức mạnh của nền Cộng hòa La Mã, tiếng Latinh trở thành ngôn ngữ thống trị tại bán đảo Ý, tiếp đó là lãnh thổ Đế quốc La Mã trải dài quanh khu vực Địa Trung Hải, và về sau trở thành một ngôn ngữ chết. Tiếng Latinh đã đóng góp rất nhiều từ vựng cho ngôn ngữ tiếng Anh. Đặc biệt, các gốc từ tiếng Latinh (và tiếng Hy Lạp cổ đại) được sử dụng trong các thuật ngữ về thần học, triết học, khoa học, y học và luật pháp.
Đến cuối thời Cộng hòa La Mã (75 TCN), tiếng Latinh cổ đã được chuẩn hóa thành tiếng Latinh cổ điển - được xem là ngôn ngữ tiêu chuẩn của tiếng Latinh. Tiếng Latinh thông tục là các dạng khẩu ngữ được sử dụng ở thể nói tại khắp các vùng của đế quốc. Tiếng Latinh hậu kỳ là dạng ngôn ngữ văn viết từ thế kỷ thứ 3; từ đó tiếng Latinh thông tục được phát triển vào thế kỷ 6 đến thế kỷ 9 và tiến hóa thành các ngôn ngữ Rôman, chẳng hạn như tiếng Ý, tiếng Sardegna, tiếng Venezia, tiếng Napoli, tiếng Sicilia, tiếng Piemonte, tiếng Lombard, tiếng Pháp, tiếng Franco-Provençal, tiếng Occitan, tiếng Corse, tiếng Ladin, tiếng Friuli, tiếng Romansh, tiếng Catalan/ tiếng Valencia, tiếng Aragon, tiếng Tây Ban Nha, tiếng Asturias, tiếng Galicia và tiếng Bồ Đào Nha. Tiếng Latinh Trung Cổ được sử dụng làm ngôn ngữ văn học từ thế kỷ thứ 9 đến thời kỳ Phục Hưng, và được thay thế bằng tiếng Latinh Phục Hưng. Sau đó, tiếng Latinh hiện đại sớm và tiếng Latinh mới phát triển nên. Tiếng Latinh là ngôn ngữ giao tiếp quốc tế, học thuật và khoa học cho đến tận thế kỷ 18, khi các tiếng thổ ngữ của từng vùng địa phương hoặc quốc gia (bao gồm cả các ngôn ngữ Rôman) thay thế nó. Tiếng Latinh Giáo hội vẫn là ngôn ngữ chính thức của Tòa Thánh và ngôn ngữ phụng vụ trong nghi thức Rôma của Giáo hội Công giáo, cũng như ngôn ngữ chính thức của Thành quốc Vatican.
Tiếng Latinh là một ngôn ngữ có tính đa dạng cao, với ba giới tính riêng biệt, sáu hoặc bảy thể danh từ, năm biến cách, bốn cách chia động từ, sáu thì, ba ngôi, ba thể thức ngữ pháp, hai giọng, hai hoặc ba thể động từ và hai số ngữ pháp. Bảng chữ cái Latinh có nguồn gốc từ bảng chữ cái Etruscan và Hy Lạp, cuối cùng là từ bảng chữ cái Phoenicia.

## Di sản
Tiếng Latinh được truyền qua một vài hình thức khác biệt với nhau, như sau đây.

### Văn khắc
Nhà nghiên cứu văn khắc biết về khoảng chừng 270 000 bài văn khắc. Nhiều cái trong số văn khắc đó được xuất bản trong loạt nhiều tập tên là Corpus Inscriptionum Latinarum (CIL, "Tập văn Văn khắc tiếng Latinh").

### Văn

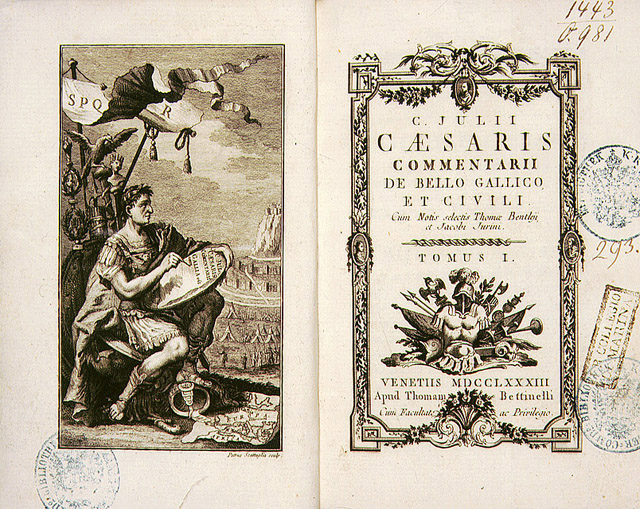
Commentarii de Bello Gallico của Julius Caesar là một trong những văn bản tiếng Latinh cổ điển nổi tiếng nhất từ thời đại huy hoàng của tiếng Latinh. Văn phong giản dị rất lâu được dạy là tiếng Latinh đô thị điển hình của thời đại Cộng hoà La Mã.

Có những tác phẩm của một vài trăm tác giả viết bằng tiếng Latinh đã sống sót toàn bộ hay một phần, toàn tác phẩm hay từng đoạn, để các nhà văn hiến học có thể phân tích. Tác phẩm đó vốn được xuất bản qua dạng thủ bản, rồi khi kỹ thuật in ấn được phát minh thì các tác phẩm đó được nhiều nhà xuất bản in.

### Ngôn ngữ học
Vì ảnh hưởng của chế độ và công nghệ La Mã lên các dân tộc thuộc Đế quốc La Mã nên các dân tộc đó mượn nhiều từ và cụm từ tiếng Latinh trong các lĩnh vực như khoa học, công nghệ, y được, luật... Tác phẩm về y học La Mã, như tác phẩm của Claudius Galenus, là nguyên nhân người ta luôn sử dụng từ tiếng Latinh hoặc Hy Lạp cổ đại (Latinh hoá) khi sáng tạo thuật ngữ y học mới trong các ngôn ngữ châu Âu hiện đại. Hai lĩnh vực kỹ sư và luật pháp La Mã cũng có ảnh hưởng tương tự lên thuật ngữ khoa học và luật của các ngôn ngữ Tây nói chung.
Trong suốt thế kỷ XVI đến thế kỷ XVIII các nhà văn Anh đã tạo ra rất nhiều các từ mới từ gốc Latinh và Hy Lạp. Những từ này, được gọi đùa là những từ "sừng đựng mực" (inkhorn) hay "bình mực" (inkpot) — ám chỉ giới văn sĩ và học giả. Nhưng nhiều trong số những từ này chỉ được tác giả dùng một lần và sau đó thì quên hẳn, tuy nhiên cũng còn sót lại một số từ. Imbibe, extrapolate, và inebriation đều là những ngôn từ kiểu "bình mực" tạo ra từ các từ Latinh hay Hy Lạp.
Sau khi Đế quốc La Mã sụp đổ, tiếng Latinh đã phát triển thành nhiều ngôn ngữ Rôman. Những thứ tiếng này chỉ dùng để nói trong hàng thế kỷ, trong khi đó tiếng Latinh vẫn được dùng để viết. (Chẳng hạn như tiếng Latinh là ngôn ngữ chính thức của Bồ Đào Nha đến tận năm 1296 mới bị thay thế bởi tiếng Bồ Đào Nha.)
Các ngôn ngữ Rôman xuất phát từ tiếng Latinh bình dân, đây là tiếng nói phổ biến lại có xuất xứ từ một thứ tiếng cổ hơn đã sinh ra chuẩn của tiếng Latinh cổ điển chính thức. Latinh và các tiếng Rôman khác nhau ở chỗ (chẳng hạn như) Rôman có phân biệt trọng âm, trong khi đó tiếng Latinh có phân biệt độ dài các nguyên âm. Trong tiếng Ý và tiếng Sardegna, có sự phân biệt độ dài các phụ âm và trọng âm, tiếng Tây Ban Nha chỉ phân biệt trọng âm, và tiếng Pháp ngay cả trọng âm cũng không phân biệt.
Một khác biệt lớn giữa các ngôn ngữ Rôman và tiếng Latinh ở chỗ các tiếng Rôman, ngoại trừ tiếng România, không còn dùng cách ở cuối từ ngoại trừ một vài đại từ. Tiếng România vẫn còn năm cách (trong đó cách công cụ không còn dùng nữa).

### Giáo dục

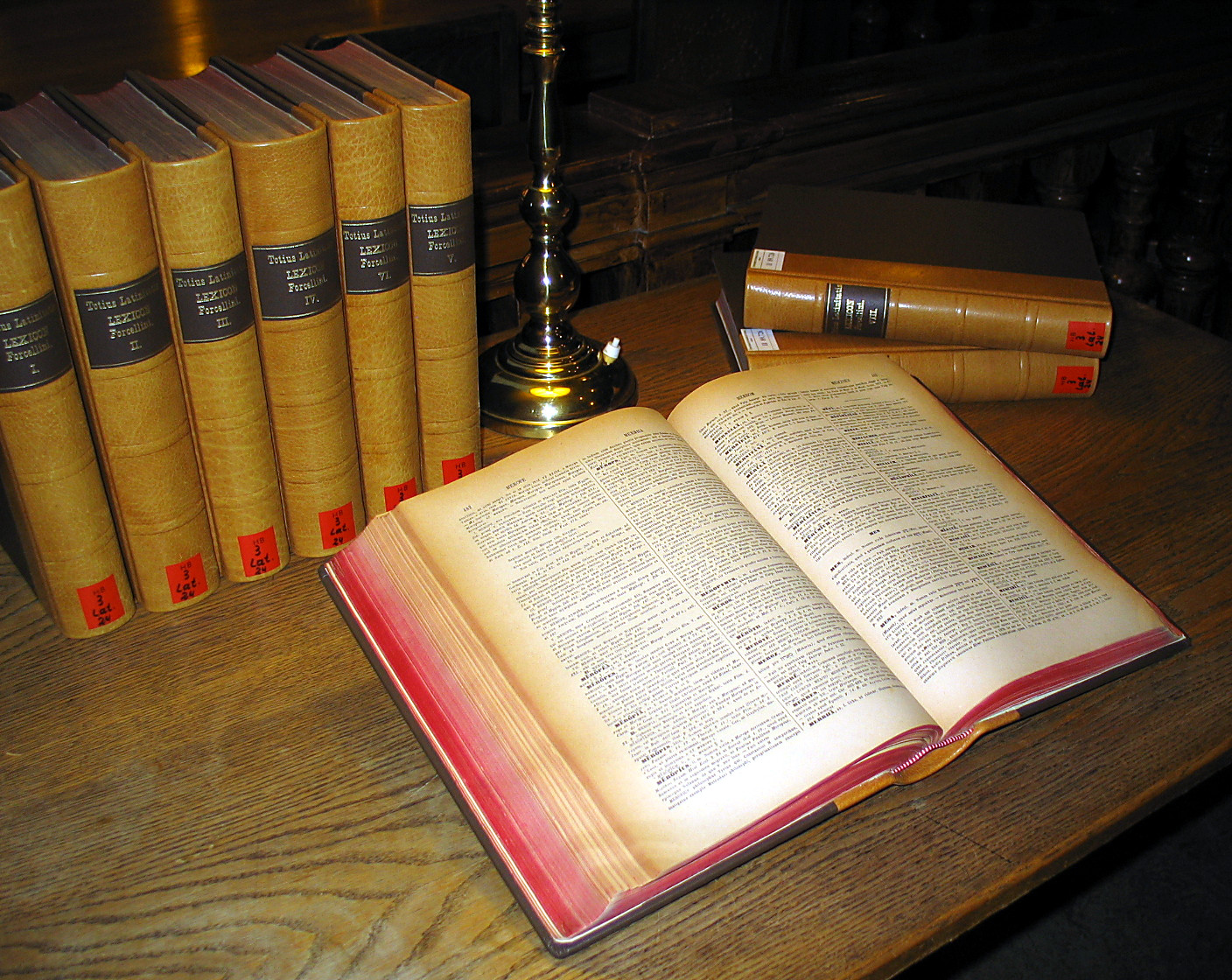
Từ điển tiếng Latinh nhiều tập tại Thư viện Đại học Graz.

Suốt lịch sử châu Âu, sự hiểu biết về các nền văn hoá cổ điển được coi là cần thiết khi muốn tham gia vào giới học giả, còn việc biết tiếng Latinh là một phần thiết yếu của sự hiểu biết đó. Hiện nay sự quan trọng của tiếng Latinh đã giảm xuống nhiều, nhưng vẫn còn có nhiều trường trung học và đại học dạy tiếng Latinh.
Ngày nay, các lớp học tiếng Latinh trong các trường trung học và đại học chủ yếu nhắm đến việc dạy dịch các văn bản bằng tiếng Latinh sang các ngôn ngữ hiện đại, chứ không phải dạy làm công cụ giao tiếp. Vì thế, kỹ năng đọc được đặc biệt nhấn mạnh, trong khi đó kỹ năng nói và nghe chỉ được trình bày sơ qua. Tuy vậy, những người ủng hộ phong trào tiếng Latinh sống tin rằng tiếng Latinh có thể hoặc nên được giảng dạy giống như các ngôn ngữ hiện đại khác; tức là nên dạy cả nói lẫn viết. Các tổ chức dạy tiếng Latinh sống bao gồm Vatican và Đại học Kentucky. Ngoài ra, ở Mỹ có một tổ chức phát triển khá mạnh, chuyên dạy tiếng Latinh cho học sinh phổ thông là National Junior Classical League.

## Lịch sử
Lịch sử của tiếng Latinh được chia thành một vài giai đoạn lịch sử riêng biệt. Từng giai đoạn thể hiện một vài sự khác biệt tinh vi về từ vựng, cách sử dụng, chính tả, hình thái, cú pháp... Tuy nhiên, vì các nhà khoa học khác nhau sẽ nhấn mạnh các đặc điểm khác nhau nên có thể chia thành các giai đoạn khác nhau hay đặt tên khác cho các giai đoạn. Hơn nữa, tiếng Latinh Giáo hội là tiếng Latinh được các tác giả thuộc Giáo hội Công giáo Rôma sử dụng qua tất cả các giai đoạn lịch sử.

### Tiếng Latinh cổ
Dạng sớm nhất của tiếng Latinh người ta biết đến là tiếng Latinh cổ, được sử dụng vào thời đại Vương quốc La Mã đến phần giữa thời đại Cộng hoà La Mã. Hình thức ngôn ngữ này được biết đến qua văn khắc và tác phẩm văn học sớm nhất bằng tiếng Latinh, như các tác phẩm hài kịch của Plautus và Terentius. Trong thời đại này bảng chữ cái Latinh được phát triển dựa vào bảng chữ cái Etrusca. Lúc đầu chữ Latinh được viết từ phải qua trái, rồi trở nên theo lối đường cày, rồi rốt cuộc đi từ trái qua phải.

### Tiếng Latinh cổ điển
Vào cuối thời đại cộng hoà và đầu thời đế quốc, một dạng tiếng Latinh mới là tiếng Latinh cổ điển nảy sinh, được những nhà hùng biện, nhà thờ, lịch sử và người hay chữ khác sáng tạo. Đây là dạng của thứ tiếng được sử dụng trong các tác phẩm cổ điển nổi tiếng nhất, được dạy trong trường ngữ pháp và hùng biện.

### Tiếng Latinh thông tục
Phân tích ngữ văn của tác phẩm Latinh cổ đại —như các tác phẩm của Plautus có chứa một vài câu bằng thứ tiếng thông thường— chỉ ra rằng thứ tiếng nói là "tiếng Latinh thông tục" (mà Cicero gọi là sermo vulgi hay "cách nói của quần chúng bình dân") tồn tại đồng thời cùng với tiếng Latinh cổ điển. Thứ tiếng thông tục này rất ít khi được viết, nên các nhà ngữ văn học chỉ có thể nghiên cứu một vài từ và cụm từ lẻ được tác giả cổ điển nêu lên hay câu đề lên tường.
Khi Đế quốc La Mã sụp đổ thì tiêu chuẩn đào tạo giảm xuống. Người ta bắt đầu viết bằng một dạng của thứ tiếng giống cách nói thông thường hơn, được gọi là tiêng Latinh hậu kỳ. Lúc đó những dân tộc được La Mã hoá ở châu Âu cũng phát triển ngôn ngữ địa phương. Dù các ngôn ngữ địa phương này có khác với nhau (như thứ tiếng nào khi được lan truyền rộng cũng sẽ vậy), nhưng cách nói của những vùng bây giờ là Tây Ban Nha, Pháp, Bồ Đào Nha, Ý vẫn giống nhau một cách đáng ngạc nhiên về hệ thống và cách phát triển âm vị, nhờ ảnh hưởng ổn định của nền văn hoá chung là Công giáo Rôma. Ngôn ngữ địa phương của vùng bây giờ là România toả ra nhiều hơn vì bị tách biệt từ ảnh hưởng thống nhất của phần Tây của đế quốc. Khi nhà Umayyad Hồi giáo xâm chiếm bán đảo Iberia vào năm 711 thì những ngôn ngữ địa phương khác mới bắt đầu toả ra thật.
Muốn nghiên cứu tiếng Latinh bình dân thì nhà ngôn ngữ học có thể nghiên cứu các từ của các ngôn ngữ Rôman không được sử dụng trong tiếng Latinh cổ điển. Một ví dụ là từ "con ngựa": tiếng Ý là cavallo, Pháp là cheval, Tây Ban Nha là caballo, Bồ Đào Nha là cavalo, Catalunya là cavall... mà tiếng Latinh cổ điển là equus. Trong tiếng Latinh thì từ caballus là từ tiếng lóng được sử dụng một cách thông thường.
Vào cuối thế kỷ IX, tiếng Latinh bình dân tan rã tạo ra nhiều thứ tiếng riêng biệt là nhóm ngôn ngữ Rôman. Lúc đó tài liệu sớm nhất viết bằng ngôn ngữ Rôman xuất hiện. Tuy nhiên, lúc đó người ta bình thường viết bằng tiếng Latinh trung cổ và ít khi viết bằng ngôn ngữ mẹ đẻ là ngôn ngữ Rôman nào đó.

### Tiếng Latinh Trung Cổ

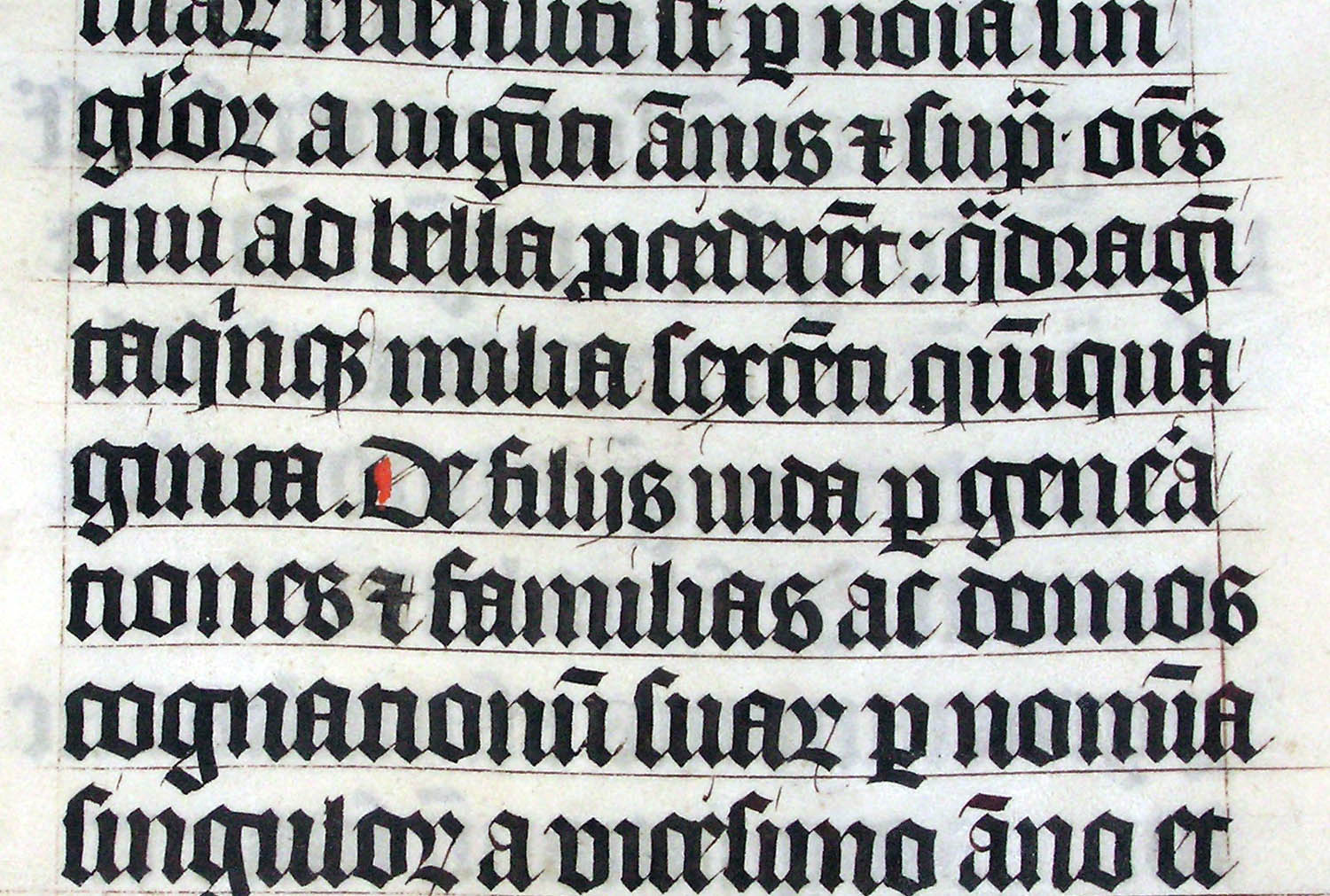
Kinh Thánh bằng tiếng Latinh từ năm 1407

Tiếng Latinh Trung Cổ là tiếng Latinh được sử dụng trong khoảng lịch sử hậu cổ điển mà không có dân tộc nào nói tiếng Latinh một cách thông thường nữa. Tiếng Latinh nói đã phát triển thành nhóm ngôn ngữ Rôman. Tuy nhiên trong giới học thức và giới chính thức thì tiếng Latinh vẫn được sử dụng. Thêm hơn nữa, tiếng Latinh này khuếch trường đến vùng trước đó không lúc nào người ta nói tiếng Latinh, như vùng có dân tộc German hoặc Slav. Tiếng Latinh trở thành ngôn ngữ để các dân tộc thuộc Đế quốc La Mã Thần thánh và các quốc gia đồng minh có thể nói với nhau.

### Tiếng Latinh Phục Hưng và Neo-Latin

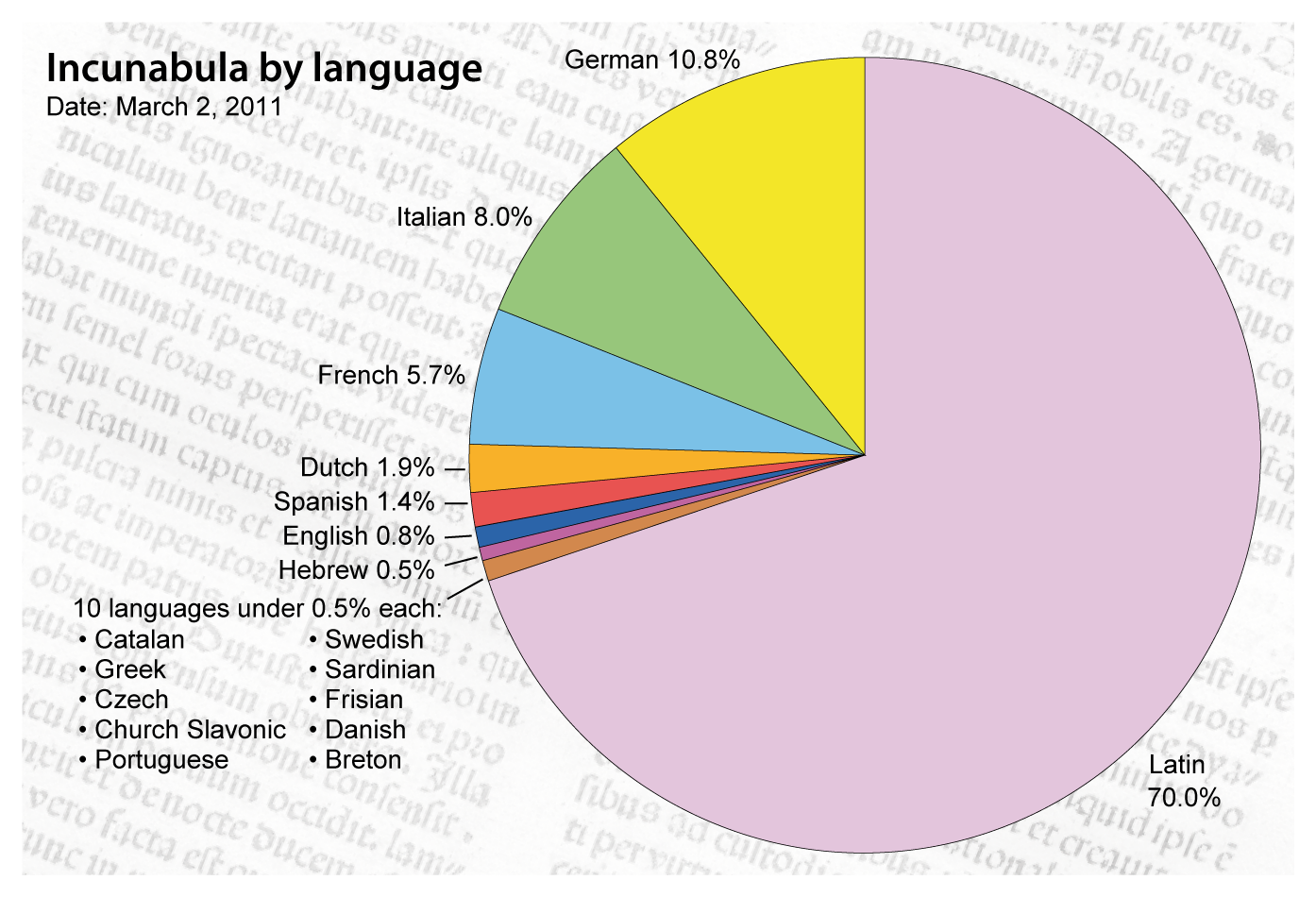
Phần lớn các sách được in ở châu Âu vào thế kỷ XV là bằng tiếng Latinh. Những ngôn ngữ bản xứ chỉ có vai trò phụ.

Trong thời đại Phục Hưng tiếng Latinh trở lại là ngôn ngữ nói nhờ các nhà chủ nghĩa nhân văn sử dụng thứ tiếng này. Họ muốn tiếng Latinh trở nên như xưa, nên họ sản xuất ban điều chỉnh của các tác phẩm cổ điển, tựa vào thủ bản còn sống sót. Qua nỗ lực của họ nên tiếng Latinh trung cổ được "sửa" và trở nên gần tiếng Latinh cổ điển hơn.

### Tiếng Latinh thời kỳ cận đại
Trong thời kỳ cận đại, tiếng Latinh vẫn là ngôn ngữ quan trọng nhất của nền văn hoá châu Âu. Vì vậy nên cho đến tận cuối thế kỷ XVII đa số những cuốn sách và gần như tất cả các văn kiện ngoại giáo được viết bằng tiếng Latinh. Sau thời kỳ cận đại thì đa số các văn kiện ngoại giáo được viết bằng tiếng Pháp hoặc ngôn ngữ bản xứ nào đó khác theo thoả thuận chung.

### Tiếng Latinh hiện đại

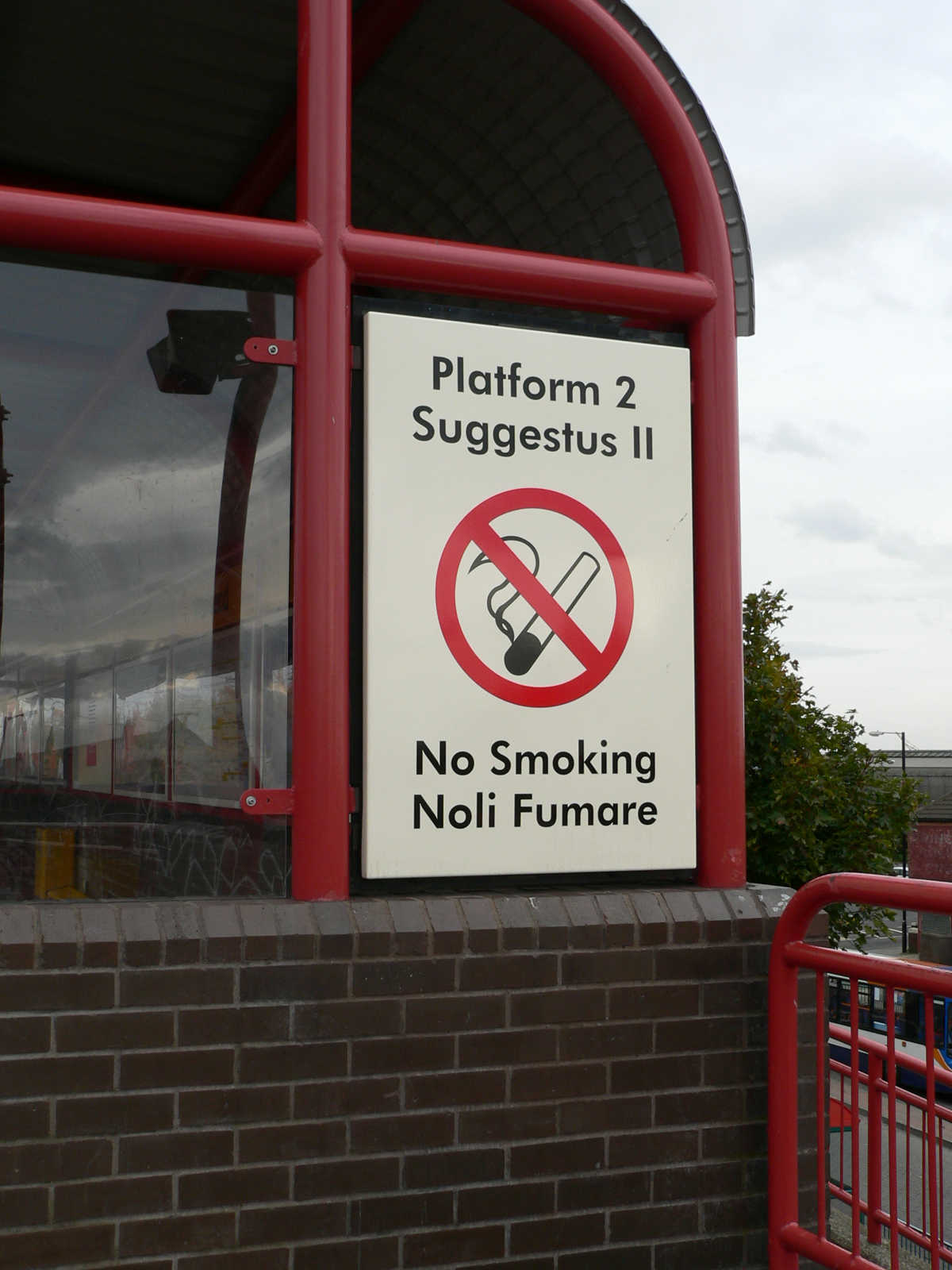
Các biển báo tại ga tàu điện ngầm Wallsend (Anh) sử dụng cả hai tiếng Anh lẫn tiếng Latinh, tưởng niệm vai trò làm tiền đồn của đế quốc La Mã của Wallsend.

Tổ chức lớn nhất bây giờ vẫn sử dụng tiếng Latinh một cách chính thức và chuẩn chính thức là Giáo hội Công giáo Rôma. Tiếng Latinh có thể được sử dụng trong nghi thức thánh lễ, dù bây giờ những ngôn ngữ bản xứ được sử dụng nhiều hơn. Tiếng Latinh là ngôn ngữ chính thức của Toà Thánh, của tờ Acta Apostolicae Sedis, công báo của Tòa Thánh. Thành Vatican cũng là nơi sở hữu chiếc máy rút tiền tự động duy nhất trên thế giới có giao diện tiếng Latinh. Các khoá học sau đại học về luật giáo hội tại các trường đại học giáo hoàng được dạy bằng tiếng Latinh, và sinh viên khi viết bài luận thì phải viết bằng tiếng Latinh.

Liên minh châu Âu là một tổ chức đa ngôn ngữ, nên sử dụng tiếng Latinh trong một vài logo. Hình này là biểu tượng của Hội đồng Liên minh châu Âu trước năm 2014, nói Consilium ("Hội đồng") bằng tiếng Latinh.

Tiếng Latinh cũng được một vài tổ chức đa ngôn ngữ, như Liên minh châu Âu sử dụng khi không thể sử dụng tất cả các ngôn ngữ của tổ chức đó. Ví dụ, trên các đồng xu và tem thư của Thuỵ Sĩ vì không có chỗ viết tên quốc gia bằng cả bốn ngôn ngữ chính thức nên tên được viết bằng tiếng Latinh là "Helvetia".
Có một vài phim xảy ra vào thời kỳ xưa, như Sebastiane và Nỗi khố hình của Chúa, có những diễn viên nói bằng tiếng Latinh để phim hiện thực hơn. Cũng có bài hát có lời bằng tiếng Latinh, như trong opera Vua Oedipus của Igor Stravinsky.
Nhiều tổ chức và đơn vị hành chính ở thế giới phương Tây có khẩu hiệu bằng tiếng Latinh. Ví dụ khẩu hiệu của Canada là "A mari usque ad mare" ("Từ biển tới biển"), còn đại học Harvard có khẩu hiệu là "Veritas" ("Sự thật").
Thỉnh thoảng có kênh truyền thông sử dụng tiếng Latinh cho người hăng hái về tiếng Latinh. Một vài ví dụ là Radio Bremen tại Đức và Yle tại Phần Lan. Cũng có nhiều trang mạng và diễn đàn do người hăng hái về tiếng Latinh viết, như Wikipedia tiếng Latinh có hơn một trăm nghìn bài bằng tiếng Latinh.
Nhiều trường trung học ở châu Âu và châu Mỹ có lớp học tiếng Latinh.

## Hệ thống âm vị
Vì tiếng Latinh cổ điển được nói trước khi có thiết bị thu âm, nên không thể biết chắc cách phát âm lúc đó là như thế nào. Dù vậy nhưng có nhiều cách để phục dựng nó. Có tư liệu gồm lời giải thích rõ ràng về cách phát âm do tác giả cổ điển viết. Những lỗi chính tả, tư liệu gồm chơi chữ, từ nguyên và chính tả của từ mượn do ngôn ngữ khác mượn từ tiếng Latinh cũng cung cấp nhiều thông tin.

### Phụ âm
Những âm vị phụ âm của tiếng Latinh được liệt kê trong bảng dưới đây.
|          |           | Đôi môi | Răng | Vòm | Ngạc mềm | Ngạc mềm | Thanh hầu |
| thường   | môi hoá   | Đôi môi | Răng | Vòm |          |          | Thanh hầu |
| -------- | --------- | ------- | ---- | --- | -------- | -------- | --------- |
| Tắc      | hữu thanh | b       | d    |     | ɡ        |          |           |
| Tắc      | vô thanh  | p       | t    |     | k        | kʷ       |           |
| Xát      | hữu thanh |         | z    |     |          |          |           |
| Xát      | vô thanh  | f       | s    |     |          |          | h         |
| Mũi      | Mũi       | m       | n    |     |          |          |           |
| Âm R     | Âm R      |         | r    |     |          |          |           |
| Tiếp cận | Tiếp cận  |         | l    | j   |          | w        |           |

Các phụ âm đôi được phát âm dài hơn. Trong tiếng Việt hiện tượng này chỉ xảy ra giữa hai chữ, như trong "hơn nữa"' mà trong đó có /nn/ đôi, giống nn trong từ tiếng Latinh annus ("năm, mùa").

### Nguyên âm

#### Nguyên âm đơn
|      | Trước | Giữa | Sau  |
| ---- | ----- | ---- | ---- |
| Đóng | iː ɪ  |      | ʊ uː |
| Giữa | eː ɛ  |      | ɔ oː |
| Mở   |       | a aː |      |

Tiếng Latinh cổ điển có tương phản nguyên âm ngắn và dài. Vào thời đại cổ điển, những nguyên âm dài có phẩm chất khác với những nguyên âm ngắn, như có thể xem trong bảng trên đây. Vào thời đại cổ điển đó thì tiếng Latinh cũng có hai nguyên âm /ʏ yː/, được sử dụng trong từ mượn từ tiếng Hy Lạp, nhưng nhiều người phát âm hai âm đó như /ɪ iː/ hoặc như /ʊ uː/.

#### Nguyên âm đôi
Tiếng Latinh cổ điển có một vài nguyên âm đôi. Nguyên âm đôi phổ biến nhất là ⟨ae au⟩. Cũng có âm ⟨oe⟩ hiếm có, và những âm ⟨ui eu ei ou⟩ rất ít khi có trong từ thuần Latinh.
|      | Trước           | Sau             |
| ---- | --------------- | --------------- |
| Đóng |                 | ui /ui̯/         |
| Giữa | ei /ei̯/ eu/eu̯/  | oe /oe̯/ ou /ou̯/ |
| Mở   | ae /ae̯/ au /au̯/ | ae /ae̯/ au /au̯/ |

Tiếng Latinh cổ đại vốn có nhiều nguyên âm đôi hơn, nhưng phần lớn trở thành nguyên âm đơn dài ở đầu thời đại tiếng Latinh cổ điển. Cả hai âm đôi ⟨ai⟩ lẫn sự nối tiếp hai âm đơn ⟨āī⟩ của tiếng Latinh cổ đại trở thành ⟨ae⟩, còn ⟨ei⟩ bình thường trở thành ⟨ī⟩. Hai âm đôi ⟨oi⟩ lẫn ⟨ou⟩ trở thành ⟨ū⟩, ngoại trừ trong một vài từ, mà trong đó ⟨oi⟩ trở thành ⟨oe⟩. Hai cách thay đổi này thỉnh thoảng xảy ra trong hai từ có cùng một gốc — đó là lý do tiếng Latinh cổ điển có đôi như poena "sự trừng phạt" và pūnīre "trừng phạt".
Trong tiếng Latinh bình dân và trong những ngôn ngữ Rôman thì những âm đôi ⟨ae au oe⟩ hoà vào ⟨e ō ē⟩. Đây cũng là cách phát âm của những người ít học trong thời đại tiếng Latinh cổ điển rồi.

## Cách viết

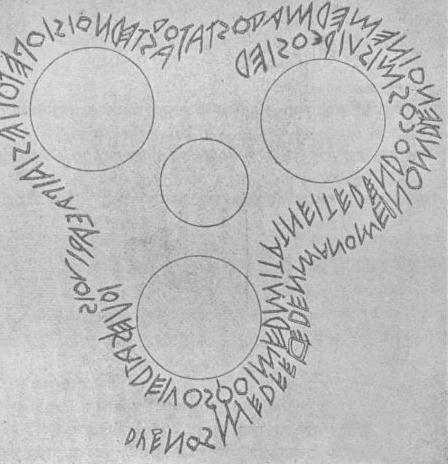
Câu khắc Duenos, từ thế kỷ VI trước CN, là một trong những câu ghi cổ nhất bằng tiếng Latinh cổ đại.

Tiếng Latinh được viết bằng chữ cái Latinh, sinh từ bảng chữ cái Ý cổ đại, vốn có nguồn gốc là bảng chữ cái Hy Lạp mà có nguồn gốc là bảng chữ cái Phoenicia. Bảng chữ cái này sau đó được sử dụng để viết những ngôn ngữ gốc Rôman, Celt, Gécman, Balt, Finn, và nhiều ngôn ngữ Slav. Thêm hơn nữa, bảng chữ cái này được nhiều ngôn ngữ khác trên thế giới sử dụng, như tiếng Việt, những ngôn ngữ Nam Đảo, nhiều ngôn ngữ nhóm Turk, và đa số các ngôn ngữ ở châu Phi hạ Sahara, châu Mỹ và châu Đại Dương, để nó là bảng chữ cái được sử dụng rộng nhất trên thế giới.

### Các chữ cái
Số chữ cái đã thay đổi một vài lần. Lúc đầu khi mới sinh từ bảng chữ cái Etrusca thì chỉ có 21 chữ cái. Sau đó, chữ G được thêm vào để viết âm /ɡ/, mà trước đó âm này được viết bằng chữ C; còn chữ Z không được sử dụng trong tiếng Latinh nên bị bỏ. Sau đó, hai chữ cái Y và Z được thêm vào để có thể chuyển chữ hai chữ cái upsilon và zeta trong những từ mượn từ tiếng Hy Lạp.
Chữ W được sáng tạo vào thế kỷ XI tựa vào chữ ghép VV. Chữ này được sử dụng để viết /w/ trong những ngôn ngữ Gécman — tiếng Latinh không sử dụng chữ này vì sử dụng V. Vào thời Hậu kỳ Trung Cổ chữ J mới được phân biệt với chữ I, còn chữ U với V cũng vậy.

### Các chữ cái và cách phát âm
Bảng này liệt kê những chữ cái phụ âm của tiếng Latinh cùng cách phát âm.
| Tự vị tiếng Latinh | Âm vị tiếng Latinh | Ví dụ trong tiếng Việt                                                                 |
| ------------------ | ------------------ | -------------------------------------------------------------------------------------- |
| ⟨b⟩                | [b]                | giống ⟨b⟩ trong ba                                                                     |
| ⟨c⟩, ⟨k⟩           | [k]                | giống ⟨c, k⟩ trong cả, kể                                                              |
| ⟨d⟩                | [d]                | giống ⟨đ⟩ trong đi                                                                     |
| ⟨f⟩                | [f]                | giống ⟨ph⟩ trong phở                                                                   |
| ⟨g⟩                | [ɡ]                | giống ⟨g, gh⟩ trong gà, ghế, nhưng là âm tắc thay vì âm xát                            |
| ⟨g⟩                | [ŋ]                | khi trước ⟨n⟩ thì giống ⟨ng⟩ trong mang nó                                             |
| ⟨h⟩                | [h]                | giống ⟨h⟩ trong hai                                                                    |
| ⟨i⟩, ⟨j⟩           | [j]                | khi ở đầu âm tiết thì giống ⟨gi⟩ trong già bằng giọng miền nam Việt Nam                |
| ⟨i⟩, ⟨j⟩           | [jj]               | khi ở giữa hai nguyên âm thì giống ⟨-i gi-⟩ trong tôi già bằng giọng miền nam Việt Nam |
| ⟨l⟩                | [l]                | giống ⟨l⟩ trong là                                                                     |
| ⟨m⟩                | [m]                | giống ⟨m⟩ trong mà                                                                     |
| ⟨n⟩                | [n]                | giống ⟨n⟩ trong nó                                                                     |
| ⟨n⟩                | [ŋ]                | khi trước ⟨c⟩, ⟨x⟩, ⟨g⟩ thì giống ⟨ng⟩ trong càng có                                   |
| ⟨p⟩                | [p]                | giống ⟨p⟩ trong tập                                                                    |
| ⟨qu⟩               | [kʷ]               | giống ⟨qu⟩ trong quá bằng giọng miền bắc Việt Nam                                      |
| ⟨r⟩                | [r]                | giống ⟨r⟩ trong ra nhưng được rung                                                     |
| ⟨s⟩                | [s]                | giống ⟨x⟩ trong xa                                                                     |
| ⟨t⟩                | [t]                | giống ⟨t⟩ trong ta                                                                     |
| ⟨v⟩, ⟨u⟩           | [w]                | giống ⟨u, o⟩ trong suy, xoá                                                            |
| ⟨x⟩                | [ks]               | bằng ⟨c⟩ + ⟨s⟩, giống ⟨c x⟩ trong tắc xi                                               |
| ⟨z⟩                | [z]                | giống ⟨d⟩ trong da bằng giọng miền bắc Việt Nam                                        |

Trong bảng dưới này có các nguyên âm của tiếng Latinh.
| Tự vị tiếng Latinh | Âm vị tiếng Latinh | Ví dụ trong tiếng Việt                                                                               |
| ------------------ | ------------------ | --- |
| ⟨a⟩                | [a]                | giống ⟨ă⟩ trong ăn                                                                                   |
| ⟨a⟩                | [aː]               | giống ⟨a⟩ trong an                                                                                   |
| ⟨e⟩                | [ɛ]                | giống ⟨e⟩ trong nghe, nhưng phát âm ngắn hơn                                                         |
| ⟨e⟩                | [eː]               | giống ⟨ê⟩ trong về, nhưng phát âm dài hơn                                                            |
| ⟨i⟩                | [ɪ]                | giống ⟨i⟩ trong tí, nhưng phát âm ngắn hơn                                                           |
| ⟨i⟩                | [iː]               | giống ⟨i⟩ trong tí, nhưng phát âm dài hơn                                                            |
| ⟨o⟩                | [ɔ]                | giống ⟨o⟩ trong có, nhưng phát âm ngắn hơn                                                           |
| ⟨o⟩                | [oː]               | giống ⟨ô⟩ trong cô, nhưng phát âm dài hơn                                                            |
| ⟨u⟩                | [ʊ]                | giống ⟨u⟩ trong tủ, nhưng phát âm ngắn hơn                                                           |
| ⟨u⟩                | [uː]               | giống ⟨u⟩ trong tủ, nhưng phát âm dài hơn                                                            |
| ⟨y⟩                | [ʏ]                | nhiều người phát âm như ⟨u⟩ hoặc ⟨i⟩ ngắn, nhưng phát âm như ⟨ü⟩ trong Stück của tiếng Đức chuẩn hơn |
| ⟨y⟩                | [yː]               | nhiều người phát âm như ⟨u⟩ hoặc ⟨i⟩ dài, nhưng phát âm như ⟨ü⟩ trong früh của tiếng Đức chuẩn hơn   |

Những nguyên âm đôi được viết bằng hai chữ cái nguyên âm, ví dụ như /ae̯/ được viết ⟨ae⟩ hoặc ⟨æ⟩... Tuy nhiên, thỉnh thoảng những chữ ghép vậy không phải là nguyên âm đôi mà là hai nguyên âm riêng, như trong aēnus [aˈeː.nʊs] "bằng đồng".

### Dấu

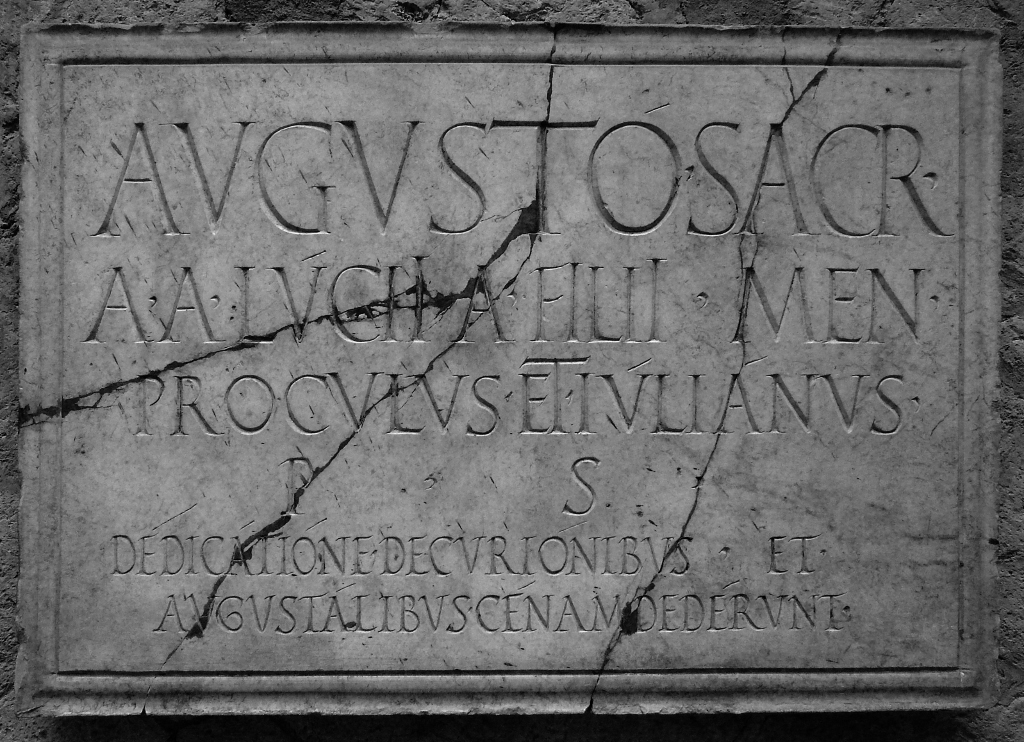
Bìa khắc này tại Herculaneum từ thế kỷ I CN có sử dụng dấu sóng (cực kỳ mảnh) và chữ I dài hơn:.

Tiếng Latinh cổ điển không sử dụng dấu câu, không phân biệt chữ hoa với chữ thường, và không có khoảng cách giữa các từ.
Nhiều khi dấu sóng (tiếng Latinh: apex, giống dấu sắc) được sử dụng trên những nguyên âm dài ⟨Á É Ó V́ Ý⟩. Nguyên âm /iː/ dài bình thường được viết bằng chữ I cao hơn ⟨ꟾ⟩ (tiếng Latinh: i longa, tạm dịch: "i dài"). Trong sách sản xuất vào thời hiện đại thì những nguyên âm dài bình thường được viết bằng dấu gạch ngang ở trên: ⟨ā ē ī ō ū⟩, còn nguyên âm ngắn dù bình thường không có dấu nhưng để phân biệt một vài đôi từ nên sẽ có dấu trăng: ⟨ă ĕ ĭ ŏ ŭ⟩.
Thỉnh thoảng dấu chấm giữa (tiếng Latinh: interpunctus) được sử dụng để cách từ.
Ví dụ, câu đầu tiên trong bài thơ thứ ba của Catullus vốn được viết như vậy:
LV́GÉTEÓVENERÉSCVPꟾDINÉSQVE (tạm dịch: "Hãy than khóc, những người Venus và Cupido ơi")
hoặc với dấu chấm giữa:
LV́GÉTE•Ó•VENERÉS•CVPꟾDINÉSQVE.
Trong ấn bản hiện đại thì người ta bình thường viết như vậy:
Lugete, O Veneres Cupidinesque
hoặc:
Lūgēte, Ō Venerēs Cupīdinēsque.

### Cách viết khác

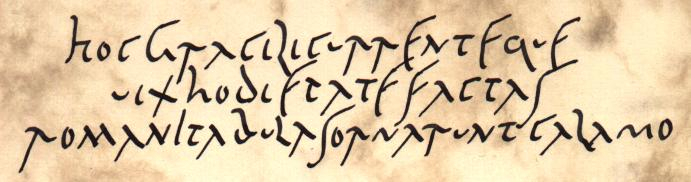
Bản sao tựa và những bảng Vindolanda có chữ thảo La Mã cổ đại

Chữ thảo La Mã cổ đại (tiếng Latinh: antīqua cursīva rōmāna) có mặt trên nhiều tấm bảng sáp được đào ra ở nhiều chỗ, như gần thành trì. Nhiều tầm như vậy được tìm thấy tại Vindolanda gần Trường thành Hadrianus trên Đảo Anh. Đáng ngạc nhiên là phần lớn của các tấm bảng tại Vindolanda có khoảng cách giữa các từ, mà làm như vậy rất hiếm có trong những câu khắc từ thời đại đó.
Thỉnh thoảng người ta đã viết tiếng Latinh bằng chữ khác:
- Ghim cài Praeneste là một cái ghim cài áo từ thế kỷ VII TCN có câu viết bằng tiếng Latinh cổ đại sử dụng bảng chữ cái Etrusca.
- Ván sau của Hộp tráp của Franks từ đầu thế kỷ VIII có câu khắc luân phiên từ tiếng Anh cổ bằng chữ rune sang tiếng Latinh bằng chữ Latinh rồi sang tiếng Latinh bằng chữ rune.

## Đặc điểm về ngữ pháp
Tiếng Latinh là một thứ tiếng tổng hợp hay biến tố: các phụ tố được gắn vào các gốc cố định để diễn tả giống, số, và cách của các tính từ, danh từ và đại từ (quá trình này được gọi là biến cách hoặc dēclīnātiō bằng tiếng Latinh), cũng như ngôi, số, thì, thể, trạng, và thức đối với động từ (được gọi là chia động từ hoặc coniugātiō). Cũng có từ không biến cách hay chia — như phó từ, giới từ, thán từ.
Vì tiếng Latinh sử dụng cách và chia động từ, nên nhiều khi một cụm từ mà tiếng Việt sử dụng nhiều từ thì trong tiếng Latinh lại chỉ là một từ. Một ví dụ là:
| amābit          |
| amā-bi-t        |
| yêu-sẽ-người_đó |
| người đó sẽ yêu |
Trong ví dụ này, từ tiếng Việt "sẽ" trong tiếng Latinh là hậu tố -bi- được đặt sau gốc từ amā-, còn chủ ngữ của động từ ("người đó") là hậu tố -t. Tuy nhiên, nhiều khi không thể chia từ thành hậu tố không một cách rõ như thế, ví dụ như trong amō, có nghĩa là "tôi yêu". Trong dạng này, gốc từ vẫn là amā-, còn hậu tố của ngôi thứ nhất số đơn thì hiện tại là -ō.

### Danh từ
Những danh từ tiếng Latinh được chia thành ba giống: đực, cái, trung. Khi có tính từ đi kèm với một danh từ nào đó thì tính từ đó phải biến thể để phù hợp với giống của danh từ này.
Từng danh từ có nhiều dạng, tuỳ số và cách. Có hai số: số ít và số nhiều. Có bảy cách chỉ vai trò của từ trong câu, để thứ tự từ không quan trọng như trong tiếng Việt.
1. Cách chủ ngữ: dùng làm chủ ngữ của câu hoặc làm vị ngữ của hệ từ. Ví dụ: "Người con gái đã chạy." — Puella cucurrit.
2. Cách sở hữu: dùng khi danh từ là người sở hữu của một đồ nào đó, như ví dụ "chủ của nô lệ" — dominus servī, hoặc khi danh từ chỉ bộ phận, định lượng... như trong ví dụ "Ly đầy rượu vang." — Poculum plēnum vīnī est.
3. Cách nhận (hay còn gọi là cách cho, cách gián bổ...): dùng làm bổ ngữ gián tiếp của động từ và với một vài giới từ. Ví dụ: "Nhà buôn trao áo stola cho người phụ nữ." — Mercātor fēminae stolam trādit.
4. Cách đổi (hay còn gọi là cách trực bổ): dùng làm bổ ngữ trực tiếp của động từ và sau những giới từ chỉ hướng đi. Ví dụ: "Người đàn ông giết chàng trai." — Homō necāvit puerum.
5. Cách tách (hay còn gọi là cách công cụ): thể hiện tách biệt, nguồn gốc, nguyên nhân... Ví dụ: "Bạn đã đi dạo cùng chàng trai." — Cum puerō ambulāvistī.
6. Cách xưng hô: dùng để gọi người hay vật. Phần lớn các danh từ không phân biệt cách xưng hô với cách chủ ngữ; chỉ có những từ thuộc cách biến thể thứ hai có đuôi là -us sẽ có -e trong cách xưng hô số ít, còn nếu đuôi là -ius thì cách xưng hô số ít sẽ có -ī. Ví dụ: ""Chủ ơi!" nô lệ gọi." — "Domine!" clāmāvit servus.
7. Cách vị trí: dùng để diễn tả vị trí. Cách này không được sử dụng nhiều như các cách khác và bình thường chỉ được dùng với tên hồ, tỉnh, hành, từ chỉ về nhà, đất, quê... Ví dụ: "ở nhà" — domī.

Những hậu tố có dạng nào thì tuỳ vào danh từ. Có thể chia các danh từ tiếng Latinh thành năm lớp theo cách biến thể, rồi trong từng lớp cách biết thể thì những danh từ trong đó có hậu tố giống nhau. Cũng có một vài từ không thể chia vào lớp nào, nên đó là từ bất quy tắc. Bảng này chỉ cách chia danh từ rosa ("hoa hồng"):
| Cách    | số đơn     | số nhiều   |
| ------- | ---------- | ---------- |
| chủ ngữ | rosa       | rosae      |
| sở hữu  | rosae      | rosārum    |
| nhận    | rosae      | rosīs      |
| đổi     | rosam      | rosās      |
| tách    | rosā       | rosīs      |
| xưng hô | rosa       | rosae      |
| vị trí  | (không có) | (không có) |

### Tính từ
Trong tiếng Latinh, những tính từ phải hợp về cách, số và giống với danh từ. Có hai lớp biến thể: một lớp giống lớp biến thể thứ nhất và thứ hai của các danh từ, còn lớp khác giống lớp biến thể thứ ba của các danh từ. Ví dụ, từ mortuus, mortua, mortuum ("đã chết", giống đực/cái/trung) được biến thể như danh từ thuộc cách biến thể thứ nhất khi giống cái, như danh từ thuộc cách biến thể thứ hai giống đực khi giống đực, còn như danh từ thuộc cách biến thế thứ hai giống trung khi giống trung.
Những tính từ cũng có dạng cấp so sánh và dạng cao cấp. Ví dụ như từ fōrmōsus, fōrmōsa, fōrmōsum ("đẹp", giống đực/cái/trung) có dạng fōrmōsior, fōrmōsius ("đẹp hơn", giống đực và giống cái đều là bằng nhau) và fōrmōsissimus, fōrmōsissima, fōrmōsissimum ("đẹp nhất").
Những động từ có nhiều dạng phân từ được biến thể và sử dụng giống như tính từ.

### Giới từ
Vị ngữ của những giới từ có thể sử dụng hai cách: cách đổi và cách tách. Ví dụ:
- "trước mặt của chàng trai" — apud puerum (từ puerum là cách đổi của từ puer)
- "không với con trai" — sine puerō (từ puerō là cách tách của từ puer)

### Động từ
Các động từ trong tiếng Latinh có sáu thì (hiện tại hoàn thành, hiện tại chưa hoàn thành, quá khứ hoàn thành, quá khứ chưa hoàn thành, tương lai hoàn thành, tương lai chưa hoàn thành), ba trạng (trình bày, mệnh lệnh, cầu khẩn, cùng với dạng vô định, phân từ, danh động từ, động danh từ), ba ngôi (nhất, hai, ba), hai số (đơn, nhiều), hai thể (chủ động, bị động) và ba thức (hoàn thành, chưa hoàn thành, trạng thái).
Bảng này chứa một vài dạng của động từ amō ("yêu") làm ví dụ:
| Dạng                      | Số ít    | Số ít    | Số ít    | Số nhiều   | Số nhiều   | Số nhiều  |
| Dạng                      | thứ nhất | thứ hai  | thứ ba   | thứ nhất   | thứ hai    | thứ ba    |
| ------------------------- | -------- | -------- | -------- | ---------- | ---------- | --------- |
| Hiện tại chưa hoàn thành  | amō      | amās     | amat     | amāmus     | amātis     | amant     |
| Tương lai chưa hoàn thành | amābō    | amābis   | amābit   | amābimus   | amābitis   | amābunt   |
| Quá khứ chưa hoàn thành   | amābam   | amābās   | amābat   | amābāmus   | amābātis   | amābant   |
| Hiện tại hoàn thành       | amāvī    | amāvistī | amāvit   | amāvimus   | amāvistis  | amāvērunt |
| Tương lai hoàn thành      | amāverō  | amāveris | amāverit | amāverimus | amāveritis | amāverint |
| Quá khứ hoàn thành        | amāveram | amāverās | amāverat | amāverāmus | amāverātis | amāverant |

## Từ vựng
Vì tiếng Latinh là một ngôn ngữ gốc Ý, nên phần lớn từ vựng của nó có gốc Ý, và vốn có gốc trong ngôn ngữ Ấn-Âu nguyên thủy. Tuy nhiên, vì người La Mã tiếp xúc một cách sâu sát với dân tộc Etrusca nên không chỉ lấy bảng chữ cái Etrusca để thích nghi làm bảng chữ cái của mình nhưng cũng mượn nhiều từ từ tiếng Etrusca sang tiếng Latinh. Hai ví dụ là persōna ("mặt nạ") và histriō ("diễn viên"). Tiếng Latinh cũng mượn từ vựng từ tiếng Osca, một ngôn ngữ gốc Ý khác.
Sau khi xâm chiếm được Taranto (năm 272 trước Công nguyên) dân tộc La Mã bắt đầu "Hy Lạp hoá": họ lấy đặc trưng của nền văn hoá Hy Lạp để sáp nhập vào nền văn hoá của mình. Khi làm vậy thì người La Mã cũng mượn nhiều từ từ tiếng Hy Lạp như: camera ("phòng có trần vòm"), symbolum ("ký hiệu"), balineum ("nhà tắm")... Vì quá trình "Hy Lạp hoá" này nên chữ Y và Z được thêm vào bảng chữ cái để có thể viết những âm vị của tiếng Hy Lạp. Những người La Mã cũng lấy nghệ thuật, y học, khoa học, triết học... của Hy Lạp mang về bán đảo Ý. Kết quả là nhiều thuật ngữ khoa học và triết học trong tiếng Latinh là từ mượn từ tiếng Hy Lạp, hoặc là từ thuần Latinh với nghĩa mở rộng ra theo gương của tiếng Hy Lạp.
Vì đế quốc La Mã bành trướng rồi lập liên hệ kinh doanh với những bộ lạc châu Âu ngoài đế quốc, nên tiếng Latinh mượn một vài từ từ những ngôn ngữ Trung Âu như: từ beber ("hải ly") có gốc German và từ brācae ("quần") có gốc Celt.
Những ngôn ngữ địa phương của tiếng Latinh chịu ảnh hưởng của những ngôn ngữ khác có trong vùng. Các ngôn ngữ địa phương này sau đó trở thành những ngôn ngữ Rôman.
Khi Kitô giáo đã được đưa vào xã hội La Mã thì tiếng Latinh nhận từ vựng liên quan đến Kitô giáo. Từ vựng đó đôi khi là từ mượn từ tiếng Hy Lạp hoặc tiếng Do Thái, đôi khi là từ mới sáng tạo từ từ vựng tiếng Latinh.
Vào thời Trung cổ tiếng Latinh không ngừng mượn từ của những ngôn ngữ xung quanh, lúc đó gồm tiếng Anh cổ và những ngôn ngữ German khác.
Qua các thời đại, những người nói tiếng Latinh không ngừng sáng tạo từ mới qua hai quá trình thêm phụ tố và tạo từ phức. Ví dụ, tính từ omnipotēns ("có quyền vô hạn") được sáng tạo từ tính từ omnis ("cả, mỗi") và tính từ potēns ("hùng mạnh"). Sử dụng quá trình này cũng có thể thay đổi từ loại, ví dụ như lấy động từ tạo danh từ vân vân.

### Về tiếng Latinh
- Ngữ pháp Latinh
- Cách đọc và phát âm Latinh
- Biến cách Latinh
- Chia động từ Latinh
- Danh sách các từ Latinh và các từ tiếng Anh phái sinh
- nhóm danh từ theo cách công cụ
- Trật tự từ trong Latinh
- Đặt dấu nhấn trong Latinh

### Về di sản văn học Latinh
- Văn học Latinh
- Ngôn ngữ Rôman
- Thư viện cổ điển Loeb
- Danh sách các nhóm từ Latinh
- Danh sách các thành ngữ Latinh
- Brocard
- Danh sách các nhóm từ Latinh và Hy Lạp thường dùng trong định danh khoa học
- Tên Latinh của các thành phố châu Âu
- Tên Latinh của các thành phố châu Âu
- Carmen Possum